# 比翼入母屋造

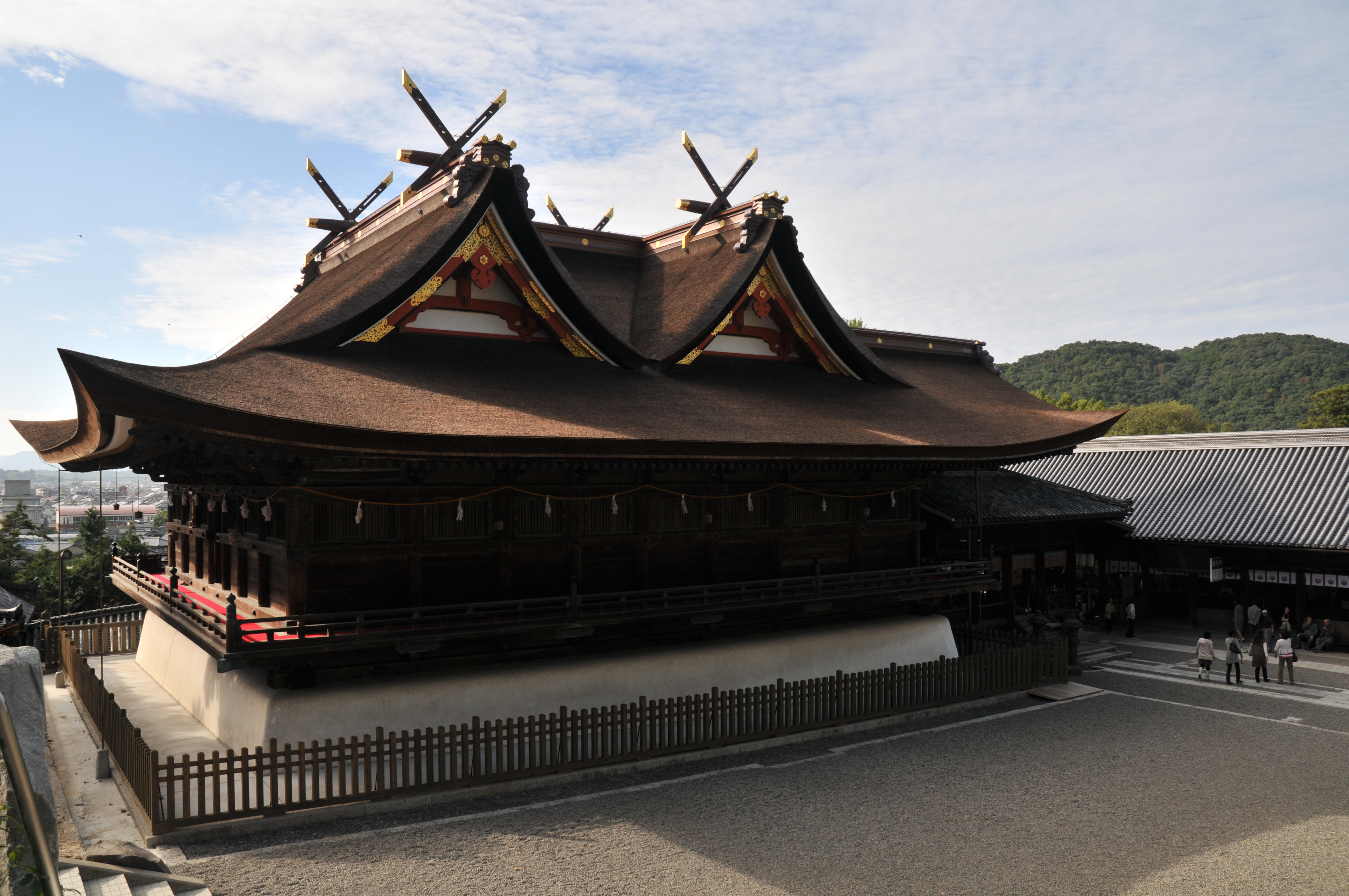
吉備津造（吉備津神社）

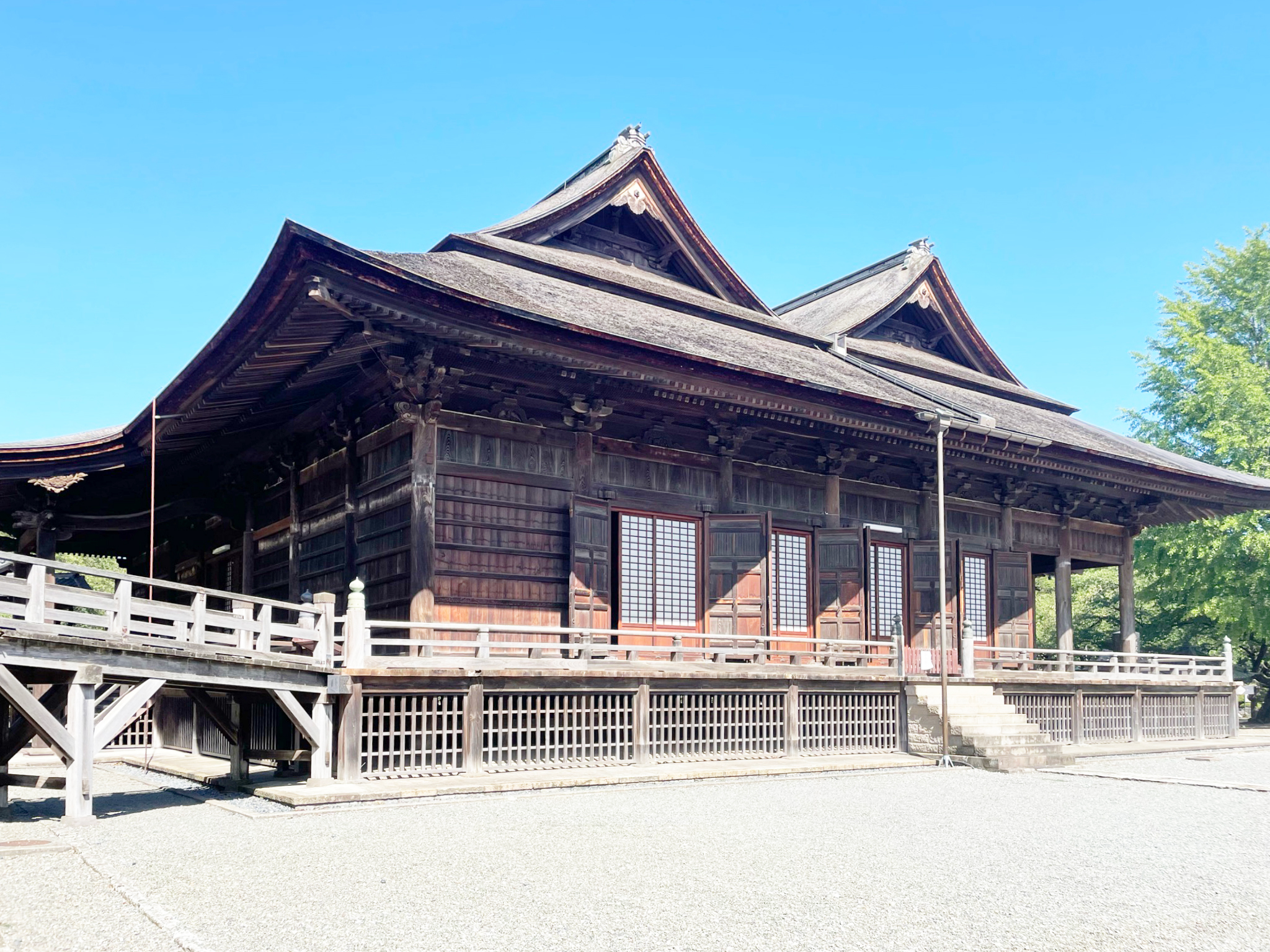
法華經寺祖師堂

比翼入母屋造（ひよくいりもやづくり）是日本的神社建築樣式之一。

## 概要
建築樣式是入母屋造2棟結合為1棟的形態，平入2棟結合形態的吉備津神社（岡山縣岡山市、國寶）的本殿也特別稱為吉備津造（きびつづくり），類似的有法華經寺祖師堂（千葉縣市川市、重要文化財）。又，由加神社本宮（岡山縣倉敷市、岡山縣重要文化財）是妻入屋根形態的比翼入母屋造。其他在城郭建築的姫路城、和歌山城、名古屋城也可見此樣式。

### 構造
內部以佛殿形式的本殿和前部的拜殿所構成，特別是本殿的屋頂以比翼入母屋的形狀，2棟平行並排的入母屋造，以相同高度連結成一棟。因此也各有一個入母屋破風。

## 關連項目
- 權現造

## 外部連結
- 国宝本殿拝殿 | 吉備津神社 （页面存档备份，存于）